# 藤久保
藤久保（ふじくぼ）は、埼玉県入間郡三芳町の大字。郵便番号は354-0041。

## 地理
埼玉県三芳町の東部に位置する。東で富士見市と接する。三芳町役場などがあり町の中心部となっている。中央部を川越街道が南北に走っている。地区内には鉄道が敷設されていないが、東武東上線鶴瀬駅からほど近く、戸建て住宅の造成が進み人口が急増している。西に隣接する北永井に向かって短冊状に細長く延びている地域2か所がある。

## 歴史
かつては藤久保村であった。

### 年表
- 1889年（明治22年）4月1日 - 入間郡上富村、藤久保村、竹間沢村、北永井村の4村が合併して三芳村が成立。藤久保村は三芳村の大字藤久保となる。
- 1970年（昭和45年）11月3日 - 三芳村が町制施行。三芳町の大字となる。
- 1980年（昭和55年）11月15日 - 大字藤久保と大字竹間沢の各一部からみよし台が成立[5]。

## 世帯数と人口
2019年（令和元年）12月31日現在現在の世帯数と人口は以下の通りである。
| 町丁   | 世帯数    | 人口     |
| ------ | --------- | -------- |
| 藤久保 | 9,579世帯 | 22,205人 |

## 小・中学校の学区
市立小・中学校に通う場合、学区は以下の通りとなる。
| 番地 | 小学校               | 中学校               |
| ---- | -------------------- | -------------------- |
| 一部 | 三芳町立三芳小学校   | 三芳町立三芳中学校   |
| 一部 | 三芳町立唐沢小学校   | 三芳町立三芳東中学校 |
| 一部 | 三芳町立藤久保小学校 | 三芳町立藤久保中学校 |

## 交通
- 国道254号（川越街道）
- 埼玉県道334号三芳富士見線
- 鎌倉通り

## 施設
- 三芳町役場
- コピスみよし（三芳町文化会館）
- 三芳町藤久保出張所
- 三芳町立図書館
- 淑徳大学埼玉キャンパス
- 三芳町立藤久保中学校
- 三芳町立藤久保小学校
- 三芳町立三芳東小学校
- 三芳町立唐沢小学校
- イムス三芳総合病院
- アクロスプラザ三芳
- 三芳郵便局
- 三芳町総合体育館
- 大東ガス供給保安センター（旧本社）
- 広源寺
- 稲荷神社